# Министерство внутренних дел Узбекистана
Министе́рство вну́тренних дел Респу́блики Узбекиста́н (узб. Oʻzbekiston Respublikasi Ichki ishlar vazirligi) — центральный орган исполнительной власти, осуществляющий функции по реализации государственной политики и нормативно-правовому регулированию в сфере внутренних дел, охраной общественного порядка и общественной безопасности, раскрытием преступлений и их профилактикой, в сфере контроля за оборотом наркотических средств, психотропных веществ и их прекурсоров, а также в сфере миграции. Ему подчинены Органы внутренних дел Республики Узбекистан.
Предусмотрена правоохранительная и гражданская госслужба. Относится к  государственным военизированным организациям, которые имеют право приобретать  боевое ручное стрелковое и иное оружие. 
По словам первого заместителя министра внутренних дел Даврона Назармухаммедова , число сотрудников МВД достигает 120 тысяч человек.

## Министры
Народные комиссары внутренних дел УзССР:
1. Райский, Наум Маркович (15 июля – 4 ноября 1934 г.)
2. Залин, Лев Борисович (4 ноября 1934 – 9 января 1935 г.)
3. Загвоздин, Николай Андреевич (9 января 1935 – 19 августа 1937 г.), с 29 ноября 1935 г. – старший майор ГБ
4. Апресян, Дереник Захарович (19 августа 1937 – 21 ноября 1938 г.), майор ГБ
5. Саджая, Алексей Николаевич (19 декабря 1938 – 26 февраля 1941 г.), с 28 декабря 1938 г. – старший майор ГБ, с 14 марта 1940 г. – комиссар ГБ 3-го ранга
6. Бабаджанов, Юлдаш Бабаджанович (26 февраля – 31 июля 1941 г.), капитан ГБ
7. Кобулов, Амаяк Захарович (31 июля 1941 – 18 января 1945 г.), майор ГБ, с 6 сентября 1941 г. – старший майор ГБ, с 14 февраля 1943 г. – комиссар ГБ 3-го ранга

Министры внутренних дел УзССР:
1. Бабаджанов, Юлдаш Бабаджанович (9 ноября 1945 – 16 марта 1953 г.), генерал-майор
2. Бызов, Алексей Петрович (16 марта 1953 – 17 апреля 1954 г.), генерал-майор
3. Бабаджанов, Юлдаш Бабаджанович (17 апреля 1954 – 19 апреля 1957 г.), генерал-майор
4. Джалилов, Тажитдин Азимович (19 апреля 1957 – 11 марта 1964 г.), подполковник или полковник, с 1 августа 1957 г. – полковник внутренней службы
5. Яхъяев, Хайдар Халикович (11 марта 1964 – 5 июля 1979 г.), полковник, генерал-майор, с 1970 г. – генерал-лейтенант
6. Эргашев, Кудрат Эргашевич (5 июля 1979 – июнь 1983 г.), генерал-лейтенант внутренней службы
7. Ибрагимов, Ниматжан Ибрагимович  (30 июня 1983 – 1985 г.)
8. Рахимов, Учкун Садыкович (30 декабря 1985 – июль 1989 г.)
9. Камалов, Вячеслав Мухтарович (2 августа 1989 – 1991 г.), полковник, с 1 ноября 1989 г. – генерал-майор

Министры внутренних дел Узбекистана:
1. Алматов, Закир Алматович (1991-2006)[2], полковник, 1992 - генерал-майор, 1996 - генерал-лейтенант, 1999 - генерал-полковник
2. Матлюбов, Баходыр Ахмедович (2006-2013), генерал-лейтенант
3. Ахмедбаев, Адхам Акрамович (2013-2017), генерал-лейтенант (лишен звания в 2017 году)
4. Азизов, Абдусалом Абдумавлонович (январь-сентябрь 2017), 2017 - генерал-майор, 2019 - генерал-лейтенант
5. Бабаджанов, Пулат Раззакович (с 2017 по 2025 год),2019 - генерал-лейтенант.
6. Ташпулатов, Азиз Анварович (3 марта 2025 - н.в) 2021-генерал-майор.